# 松阪市立鎌田中学校
松阪市立鎌田中学校（まつさかしりつ かまだちゅうがっこう）は、三重県松阪市にある公立中学校。通称は鎌中（かまちゅう）。

## 校区
- 松阪市立第四小学校校区
- 松阪市立港小学校校区
- 松阪市立第二小学校校区のうち、宮町、清生町および東町の一部
- 松阪市立第五小学校校区のうち、幸生町の一部

出典：

## 児童数
2024年5月1日現在の児童数は381人である。